# Mohammad Yousuf Jan Nesar
Mohammad Yousuf Jan Nesar est un réalisateur et producteur afghan né au début des années 1970 dans la province du Panchir. À partir de 1986 il est engagé comme auxiliaire militaire auprès du commandant Massoud en qualité de caméraman. Après la chute de Kaboul il parvient, avec l'aide de l'ambassade de France, à transférer des milliers d'heures d'archives audiovisuelles désormais conservées par l'INA. Il est exfiltré de Kaboul vers Paris le 23 août 2021.

## Biographie
Mohammad Yousuf Jan Nesar naît au début des années 1970 dans une famille de paysans de la province afghane du Panchir. Son père meurt lorsqu'il a trois ans. Adolescent, il travaille pour acquérir sa première caméra. En 1986, il est enrôlé dans les troupes du commandant Massoud. L'estimant trop jeune pour combattre, Massoud l'affecte, en qualité d'auxiliaire militaire, auprès d'un opérateur chargé de filmer les manœuvres de l'Alliance du Nord. Il est envoyé en repérage sur les futurs théâtres d'opérations du conflit afghan, filme les combats, documente la vie quotidienne des moudjahidines. Ses images sont analysées à des fins de  stratégie militaire. Il est l'œil de Massoud lorsque celui-ci n'est pas sur place. 
Jusqu'alors les images étaient envoyées à la direction du Jamiat-e Islami. Dès son arrivée auprès de Massoud, Jan Nesar devient l'archiviste de la résistance. Les films sont répertoriés, classés et stockés dans le Panchir. Ils sont transférés à Kaboul à l'arrivée des moudjahidines dans la capitale en 1992 et retournent à nouveau dans le Panchir lors de la prise de pouvoir par les talibans en 1996. Après l'assassinat de Massoud en 2001, Jan Nesar envoie une partie des archives à l'INA dans le cadre d'un projet soutenu par l'Alliance internationale pour la protection du patrimoine dans les zones de conflit et stocke la quasi-totalité chez lui à Kaboul, seule sa famille étant dans la confidence. Le 8 juillet 2021, le risque devenant trop important de voir les talibans mettre la main sur les films et les détruire, il se rend à l'ambassade de France. Une semaine plus tard, la délégation archéologique française évacue du domicile de Yousuf Jan Nesar sept malles métalliques contenant 350 VHS, 200 cassettes Hi-8, 3 000 mini DV et 25 disques durs, soit environ 5000 heures d'archives de films réalisés par Jan Nesar et son équipe de production Ariana Films. 
Le 23 août 2021 Yousuf Jan Nesar est exfiltré avec sa femme Nouria et leurs huit enfants de 15 à 27 ans vers Paris depuis l'aéroport de Kaboul avec l'aide de l'ambassade de France dans le cadre de l'opération Apagan. 
Son parcours est décrit dans le magazine « L'INAttendu » diffusé le 25 septembre 2021 sur France Info où il est interviewé par la journaliste Camille Dauxert. Il participe le 15 février 2022 à l'émission « Afghanistan : la mémoire, enjeu de pouvoir(s) » de France Culture. Il intervient en qualité de caméraman officiel de l'Alliance du Nord dans « Opération Jawbreaker », le premier épisode du documentaire historique Spy Ops : Secrets de missions diffusé sur Netflix en 2023. 

## Filmographie
À partir de juin 2023, l'inventaire, la numérisation et la description du fonds d'archives sont réalisés par l'INA grâce à une dotation de l'ALIPH qui a permis le recrutement de Yousuf Jan Nesar, d'une traductrice du dari en français et de leur associer une équipe de l'INA qui a ainsi pu procéder au catalogage d'une collection définie comme « cohérente, prestigieuse et  historique ». La totalité des films réalisés par Yousuf Jan Nesar est mise à la disposition des professionnels de l'audiovisuel et des chercheurs dans la « Collection Afghanistan - Massoud » sur l'application « MEDIAPRO » de l'INA.
L'épisode de la série documentaire Mystères d'archives de Serge Viallet et Pierre Catalan consacré en 2012 à l'enterrement du commandant Massoud et diffusé sur la plateforme Madelen de l'INA, utilise les images tournées par Yousuf Jan Nesar, le présente et décrit son travail et celui de son équipe de dix opérateurs. L'épisode « Mort de Massoud : Youssouf Janessar, le cameraman du commandant » de la série History Catchers rend hommage à son tour à Yousuf Jan Nessar et à ses images en 2019.